# John Obi Mikel
John Obi Mikel (Jos, 22. travnja 1987.) umirovljeni je nigerijski nogometaš koji je igrao na poziciji veznog igrača.

## Vanjske poveznice
- Profil na Transfermarktu
- Profil na Soccerwayu

### Ostali projekti
|  | Zajednički poslužitelj ima još gradiva o temi John Obi Mikel |